# ジェームズ・ヒントン

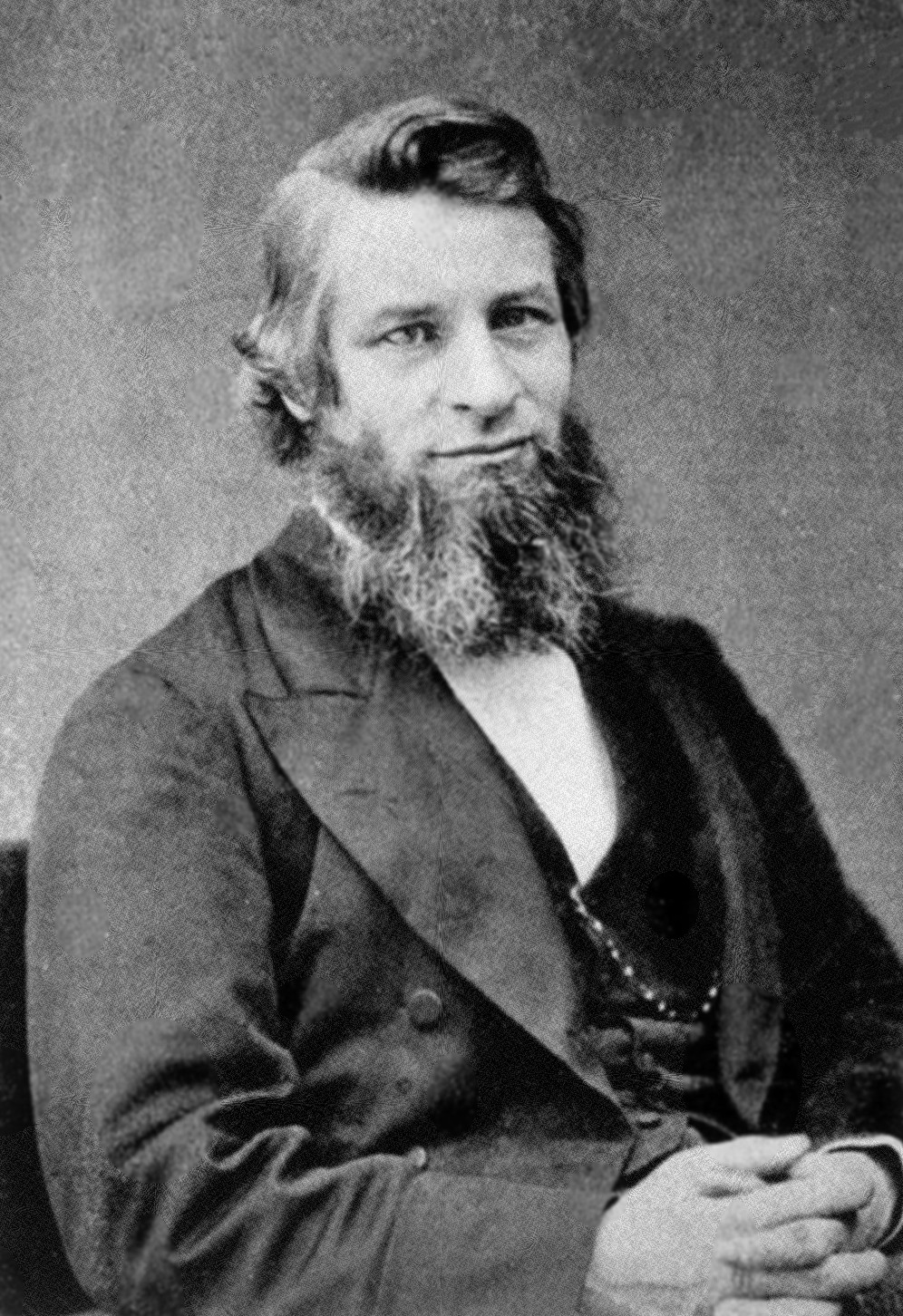
ジェームズ・ヒントン

ジェームズ・ヒントン （James Hinton、1822年11月26日（洗礼日） - 1875年12月16日）は、イギリスの外科医、作家である。数学者チャールズ・ハワード・ヒントンの父親である。一夫多妻制を強く推奨した。19世紀にイギリスで起きた連続殺人事件「切り裂きジャック」を題材にしたフィクションにも登場する。

## 生涯
ヒントンは、バークシャー州レディングで生まれた。父は、バプティスト派の牧師で、『アメリカ合衆国の歴史と地誌』などの著作があるジョン・ハワード・ヒントンである。
オックスフォード近郊にある祖父が運営する学校と、ハーペンデンの非国教主義の学校で教育を受けた。1838年、父のロンドン移住に伴い、ホワイトチャペルの毛織物業者に弟子入りした。そこで1年ほど働いた後、保険会社の事務員になった。夜は熱心に勉強し、道徳の問題に集中することで健康を害した。18歳のときに、自分の考えから逃れるために家出して船乗りになろうとした。その目論見が親にばれ、主治医の助言により、医学の勉強をするために聖バーソロミュー病院の医学学校に入学した。1847年に学位を取得し、しばらくはエセックス州ニューポートで外科医の助手を務めていたが、同年にシエラレオネへ行き、ジャマイカに向かう自由労働者のための医師となった。1850年にイギリスに戻り、ロンドンで外科医となった。また、耳科学に関心を持ち、生理学も学んだ。1863年にガイズ病院の耳科医に任命され、当時最も腕の良い耳科医として評判になった。
1870年代に入ると体調を崩し、1874年には執刀を行えなくなった。翌年、脳の急性炎症により、アゾレス諸島で死去した。

## 執筆活動
ヒントンは、1856年に『クリスチャン・スペクテイター』誌に生理学や倫理学に関する記事を投稿した。1859年には"Man and his Dwellingplace"を出版した。『コーンヒル・マガジン』に連載された記事"Physiological Riddles"は、1862年に"Life in Nature"として出版された。"Thoughts on Health"（1871年）という一連の記事は、ヒントンが大衆向けの科学的説明に適していることを証明している。専門分野である耳科学については、"An Atlas of Diseases of the membrana tympani"（1874年）や"Questions of Aural Surgery"（1874年）が出版されている。このほか、"The Mystery of Pain"（1866年）、"The Place of the Physician"（1874年）などの著書がある。その時代の重要な道徳的・社会的問題の多くを鮮やかに活発に論じたヒントンの著作は、ヨーロッパやアメリカで広く読まれた。
ヒントンはまた、一夫多妻制の急進的な提唱者でもあった。妻によると、ヒントンは「キリストは男性の救世主だったが、私は女性の救世主であり、彼を少しも羨ましいとは思わない」と言っていたという。一夫多妻制に関する著作が有名になったことで、ヒントンは激しい非難を受け、死の直前に一夫多妻制への支持を放棄した。
死後の1878年に、エリス・ホプキンスが編集し、ウィリアム・ガルが序文を書いた"Life and Letters"が出版されたが、一夫多妻制に関する記述はそのまま掲載された。また、妻のマーガレットと義姉のキャロライン・ハドンの編集により、死後にいくつかの哲学書が出版された。
ヒントンの一夫多妻制の主張に関して、1885年に設立されたロンドンのジェンダーとセクシャリティに関する急進派グループ"The Men and Women's Club"が中心となって、ヒントンの信用を失墜させるキャンペーンが展開された。このキャンペーンが成功したことで、息子のチャールズ・ハワード・ヒントンの信用も失墜し、彼の重婚は父の理論が原因であるとされるようになった。1887年、チャールズは一家で日本に亡命した。

## フィクションでの描写
ヒントンは、友人ウィリアム・ガルを通して切り裂きジャックの事件と間接的に関連している。
切り裂きジャックを題材にしたアラン・ムーアのグラフィックノベル『フロム・ヘル』の中では、社会問題に対するヒントンの関心を、事件の現場となったホワイトチャペルでの売春にまで広げている（ただし、事件があったのはヒントンの死後である）。ムーアは、下層階級の売春に対するヒントンの関心が、ガルに大きな影響を与えたと主張している。ガルは、スティーブン・ナイトの1976年の著書『切り裂きジャック最終結論』において、事件の犯人として取り上げられている。
『フロム・ヘル』においてヒントンは、情熱的に感情を爆発させ、「形而上学的な理論と推測の飛行」をする理想主義者の医師として描かれている。この作品において、ヒントンのキャラクターは、より世俗的で思いやりのないガルを補完する人物として使われている。
ナイトの著書のほか、イアン・シンクレアの小説"White Chappell, Scarlet Tracings"でも、ヒントンと事件との関連が描かれている。